# 戴祥
戴祥（1465年—1533年），字應和，直隸徽州府績溪縣人，民籍，明朝政治人物。

## 生平
應天府鄉試第□名舉人。四十七岁登正德六年（1511年）中式辛未科會試第二百五十五名，登第三甲第二百零九名進士。授行人司行人，奉使長垣王府。秩满，进司副，升南京工部屯田司员外郎，以外艰归。服除，值嘉靖改元，改南户部，尋升南禮部精膳司郎中，不久出任雲南尋甸府知府，引疾乞致仕归。归五年，以覃进阶亞中大夫。

## 家族
曾祖戴□；祖父戴子成；父戴騮，號弘斋，曾任知縣。母葛氏。嚴侍下。弟戴瑞。